# Желько Франулович
Желько Франулович (нар. 13 червня 1947) — колишній хорватський тенісист.
Найвищу одиночну позицію світового рейтингу — 8 місце досяг 1 березня 1971, парну — 312 місце — 3 січня 1983 року.
Здобув 13 одиночних та 7 парних титулів.
Найвищим досягненням на турнірах Великого шолома був фінал в одиночному розряді.
Завершив кар'єру 1980 року.

## Фінали турнірів Великого шолома

### Одиночний розряд: 1 (1 поразка)
| Результат | Рік  | Турнір                               | Покриття | Суперник | Рахунок       |
| --------- | ---- | ------------------------------------ | -------- | -------- | ------------- |
| Поразка   | 1970 | Відкритий чемпіонат Франції з тенісу | Ґрунт    | Ян Кодеш | 2–6, 4–6, 0–6 |

## Фінали серії Супер Гран-прі

### Одиночний розряд: 3 (3 перемоги)
| Результат | Рік  | Турнір           | Покриття | Суперник        | Рахунок       |
| --------- | ---- | ---------------- | -------- | --------------- | ------------- |
| Перемога  | 1970 | Монте-Карло      | Ґрунт    | Мануель Орантес | 6–4, 6–3, 6–3 |
| Перемога  | 1970 | Буенос-Айрес     | Ґрунт    | Мануель Орантес | 6–4, 6–2, 6–0 |
| Перемога  | 1971 | Буенос-Айрес (2) | Ґрунт    | Іліє Настасе    | 6–3, 7–6, 6–1 |

## Виступи в одиночних турнірах Великого шолома
| W | Ф | ПФ | ЧФ | #Р | КТ | К# | DNQ | A | NH |

| Турнір                                 | 1966  | 1967  | 1968  | 1969  | 1970  | 1971  | 1972  | 1973  | 1974  | 1975  | 1976  | 1977  | 1977  | 1978  | 1979  | 1980  | 1981  | 1982  | 1983  | SR     |
| -------------------------------------- | ----- | ----- | ----- | ----- | ----- | ----- | ----- | ----- | ----- | ----- | ----- | ----- | ----- | ----- | ----- | ----- | ----- | ----- | ----- | ------ |
| Відкритий чемпіонат Австралії з тенісу |       |       |       |       |       |       |       |       |       |       |       |       |       |       |       |       |       |       |       | 0 / 0  |
| Відкритий чемпіонат Франції з тенісу   | 1р    | 1р    | 4р    | ЧФ    | Ф     | ПФ    | 1р    | 2р    | 3р    | 3р    |       | 1р    | 1р    | 2р    | 1р    | 1р    | 1р    |       | 1р    | 0 / 16 |
| Вімблдонський турнір                   | К1р   | 1р    |       | 2р    | 3р    | 2р    |       |       |       |       | 2р    |       |       |       |       |       |       |       |       | 0 / 5  |
| Відкритий чемпіонат США з тенісу       |       |       | 1р    | 1р    |       | 2р    |       |       |       | 3р    | 3р    | 3р    | 3р    |       |       |       |       |       |       | 0 / 6  |
| Strike rate                            | 0 / 1 | 0 / 2 | 0 / 2 | 0 / 3 | 0 / 2 | 0 / 3 | 0 / 1 | 0 / 1 | 0 / 1 | 0 / 2 | 0 / 2 | 0 / 2 | 0 / 2 | 0 / 1 | 0 / 1 | 0 / 1 | 0 / 1 | 0 / 0 | 0 / 1 | 0 / 27 |

Нотатка: 1977 року Відкритий чемпіонат Австралії відбувся двічі: в січні та грудні.